# 네 얼간이
《네 얼간이》(Four Lions)는 2010년 공개된 영국의 코미디 영화이다.
네 얼간이는 2010년 1월 23일 선댄스 영화제에서 처음 초연되었고, 5월 7일 영국에서 옵티멈 릴리싱을 통해 개봉되었다. 이 영화는 전 세계적으로 600만 파운드의 수익을 올렸고, 각본, 연출, 주제, 유머, 캐스트 연기(특히 아메드)에 대한 찬사와 함께 비평가들로부터 긍정적인 평가를 받았다.

## 줄거리
영국 셰필드에 거주하는 급진적인 무슬림 남성 넷은 자살 폭탄 테러를 계획한다. 서구 사회와 개입주의를 비판하는 오마르, 어리숙하고 불안한 그의 사촌 웨이, 성격이 급하고 충동적인 영국인 개종자 배리, 그리고 순진한 파이살이 그들이다. 오마르와 웨이는 파키스탄의 알카에다 연계 훈련 캠프에 가지만, 오마르가 실수로 드론을 격추하려다 캠프 일부를 파괴하면서 급히 도망친다. 영국으로 돌아온 오마르는 이 경험을 내세워 그룹 내에서 자신의 권위를 주장한다.
테러 목표에 대한 의견이 분분하다. 배리는 온건파를 급진화하기 위해 지역 모스크를 공격하자고 주장하고, 파이살은 피임약과 탐폰을 판매한다는 이유로 약국 체인점을 폭파하자고 제안한다. 오마르의 형은 폭력적인 행동을 말리려 하지만, 오마르는 오히려 그의 소극적인 태도를 비웃는다. 폭탄 제조를 시작한 후, 배리와 웨이, 파이살은 전자레인지에 넣은 소량의 폭발물을 시험 삼아 터뜨리고, 그 소리를 덮기 위해 근처 불꽃놀이를 이용한다. 돌아와 보니 하산이 아무것도 모르는 이웃과 춤을 추고 있었고, 그룹은 발각되었다고 의심하며 폭탄을 식료품 봉투에 담아 다른 장소로 옮긴다. 이동 중 파이살은 넘어져 폭탄이 터져 죽고, 오마르는 격분하여 일행을 질책한 후 떠난다.
파이살의 머리가 발견되어 경찰이 수사에 착수하자, 오마르는 나머지 일행과 화해하고 런던 마라톤을 공격 목표로 정한다. 그들은 마스코트 의상 안에 폭탄을 숨기기로 한다. 한편, 무장 경찰은 오마르 형의 집을 급습한다. 마라톤 당일, 웨이는 테러 계획의 도덕성에 의문을 제기하지만, 오마르는 그를 설득하여 계획을 강행한다. 경찰이 다가오자 하산은 경찰에게 이들의 계획을 알리려 하지만 배리가 원격으로 폭탄을 터뜨려 사망한다. 나머지 세 명은 공포에 질려 도망치고 경찰은 그들을 추격한다. 오마르는 웨이를 이용한 것에 죄책감을 느끼고 공격을 막으려 하지만, 경찰 저격수는 허니 몬스터 복장을 한 오마르를 쫓던 중 실수로 우키 복장을 한 다른 사람을 사살한다.
웨이는 케밥 가게에서 경찰에게 포위되어 인질극을 벌인다. 오마르의 설득으로 웨이는 인질 대부분을 풀어주지만, 배리가 오마르의 전화를 빼앗고 유심칩을 삼킨다. 배리가 질식하자 선의로 하임리히법을 시도하던 행인 때문에 오마르는 현장을 떠나고 배리의 폭탄이 터져 죽는다. 오마르는 새로운 유심칩을 사서 웨이에게 연락하려 하지만 실패하고, 주변 동료의 전화로 웨이에게 전화를 걸지만 경찰이 급습해 웨이로 오인한 인질을 사살하고, 웨이의 폭탄이 터지면서 케밥 가게 안에 있던 모두가 사망한다. 절망한 오마르는 약국으로 걸어 들어가 자폭한다.
사건 후, 경찰은 오마르의 무고한 형을 테러리스트로 체포해 비밀 장소로 납치하고, 인질과 행인을 오인 사살한 것에 대한 책임을 회피한다. 그리고 오마르가 파키스탄에서 로켓을 잘못 발사했을 때, 오사마 빈 라덴을 죽였다는 사실이 밝혀진다.

## 출연

### 주연
- 리즈 아메드
- 아셔 알리
- 나이젤 린제이
- 케이반 노박

### 조연
- 베네딕트 컴버배치
- 크레이그 파킨슨
- 프리야 캘리더스
- 줄리아 데이비스
- 대런 보이드
- 윌 애덤스데일
- 알렉스 맥퀸
- 케빈 엘든
- 크리스 윌슨
- 토비 롱워스
- 마커스 가베이
- 이안 휴즈
- 워심 자키르
- 윌리엄 엘 가디

## 기타
- 라인프로듀서: 레베카 레이 로저스
- 협력프로듀서: 아피 칸
- 협력프로듀서: 파이잘 A. 퀴레시
- 미술: 딕 룬
- 의상: 샤롯 월터
- 배역: 데스 해밀턴